# Їржі Антонін Бенда
Їржі Антонін Бенда (чеськ. Jiří Antonín Benda, нім. Georg Anton Benda; нар. 30 червня 1722 — пом. 6 листопада 1795) — чеський композитор, скрипаль і капельмейстер епохи класицизму.

## Біографія
Народився в Бенатках над Їзерою в Чехії, вчився в піарській гімназії в Косманосах та єзуїтській гімназії в Їчині із 1735 по 1742. Бенді було 19 років, коли Фрідріх II призначив його в 1741 році на посаду другого скрипаля у капелі Берліна. Наступного року Бенда був викликаний до Потсдама як композитор й аранжувальник для свого старшого брата Франтішека, який і сам був знаменитим композитором і скрипалем. Сім років потому у 1749 вступив на службу герцога Ґоти як капельмейстер, де він постійно розвивав свій талант композитора, спеціалізуючись на релігійній музиці.
Грошова сума, виплачена йому герцогом, дозволила здійснити поїздку для навчання в Італію в 1764. В 1766 Бенда повернувся до Готи та присвятив себе композиції. Загалом він написав біля десяти опер, декілька оперет і мелодрами «Аріадна на Наксосі», «Медея», «Альманзор», «Надіна». У 1778 відмовився від своєї посади, відвідав Гамбург, Відень й інші міста та зрештою оселився в невеликому селищі Кестрітц.
Найбільша заслуга Бенди полягає у розвитку німецької мелодрами, форми музичного спектаклю, що сильно вплинула на Моцарт. У 1774 театральна компанія режисера швейцарського походження Абеля Сейлера приїхала в Готу і Сейлер замовив Бенді декілька успішних мелодрам, зокрема «Аріадну на Наксосі», «Медею» та «Піґмаліона». «Аріадна на Наксосі» вважається його найкращим твором. Прем'єра опери отримала позитивні відгуки в Німеччині, а потім у цілій Європі, музичні критики звертали ували на її оригінальність, свіжість і майстерне виконання. Окрім цього, Бенда писав багато інструментальних творів, включаючи симфонії та декілька сонатин.
Бенда помер у Кестрітці біля Саксен-Гота-Альтенбургу у віці 73-ох років, залишивши сина Фрідріха Людвіґа Бенду (1752-1796), який коротку слідував музичній традиції родини, служачи спершу музичним директором у Гамбургу, а потім у Мекленбургу, перед тим, як остаточно стати концертмейстером у Кенігсбергу.

## Опери
- Xindo riconosciuto (libretto by Giovanni Andrea Galletti, opera seria, 1765, Gotha)
- Il buon marito (libretto by Galletti, Intermezzo, 1766, Gotha)
- Il nuove maestro di capella (Intermezzo, 1766, Gotha)
- Ariadne auf Naxos (libretto by de (Johann Christian Brandes), melodrama, 1775, Gotha)
- Der Jahrmarkt (Der Dorfjahrmarkt/Lukas und Bärbchen) (libretto by Friedrich Wilhelm Gotter, Singspiel, 1775, Gotha)
- Medea (libretto by Gotter, melodrama, 1775, Leipzig)
- Walder (libretto by Gotter, Singspiel, 1776, Gotha)
- Romeo und Julie (libretto by Gotter, Singspiel, 1776, Gotha)
- Der Holzhauer oder Die drey Wünsche (libretto by Gotter, Singspiel, 1778, Gotha)
- Pygmalion (libretto by Gotter, melodrama, 1779, Gotha)
- Philon und Theone, revised as Almansor und Nadine, (unknown librettist, 1779, Gotha)[7]
- Das tartarische Gesetz (libretto by Gotter, Singspiel, 1787, Mannheim)